# Дентер Ромулій
Дентер Ромулій (*Denter Romulius, VIII ст. до н. е.) — державний діяч Стародавнього Риму в царський період, 1-й префект Риму.

## Життєпис
Напевне був якимось родичем або клієнтом першого давньоримського царя Ромула, від якого походить назва роду Ромуліїв та Ромулієвої триби (сільській), що розташовано за Тибром. Втім більшість дослідників з огляду на свідчення істориків Феста і Варрона відносить Дентера Ромулія та його нащадків до патриціїв.
Ймовірно з огляду на родинні стосунки Ромул призначив Дентера Ромулія префектом міста, посада тоді звалася опікун міста (Custos Urbis), що мав повноваження заступника царя у Римі. З огляду на обмеженість держави лише Римом, то ця посада була надважливою.
Про самого Ромулія практично нічого невідомо. Обіймав свою посаду до самої смерті. Його нащадки поступово змінили прізвище на Роміліїв.